# Mesnerhaus (Feucht)

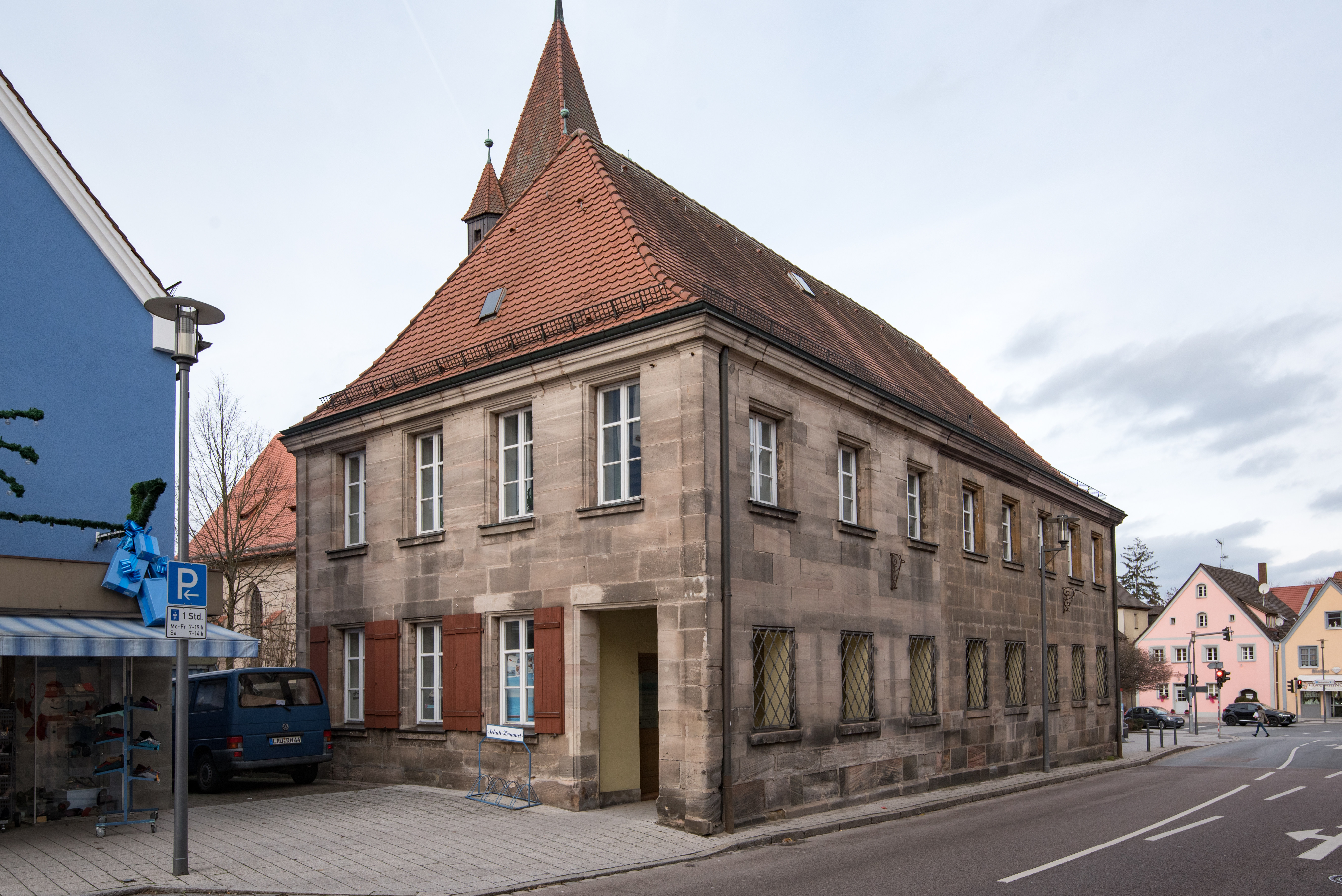
Feucht, Mesnerhaus

Das Mesnerhaus im Zentrum von Feucht (Hauptstraße 58) ist ein denkmalgeschütztes Gebäude der evangelischen Kirchengemeinde St. Jakob, das bis nach dem Ersten Weltkrieg vornehmlich als Schulhaus diente. 

## Vorgeschichte
Schulische Bildung war von alters her bis ins vorige Jahrhundert eine wesentliche Obliegenheit der Kirchen. Seelsorgerische Betreuung und Glaubensbildung wurden mit der Grundbildung für das Leben stets als Einheit gesehen. So waren auch die kirchlichen Hilfsdienste wie Mesner, Kantor, Organist, Totengräber („Kirchendiener“) mit der Funktion des Lehrers lange in einer – wenig geachteten und gering dotierten – Person vereint, für Feucht galt dies offiziell ab 1636.
Als früheste sichere Erwähnung einer Schule in Feucht sind die Aufzeichnungen über die Bezahlung eines Schulmeisters aus dem Jahr 1555 zu sehen.
Bis 1588 stand dem Mesner in Feucht keine eigene Wohnung in einem kircheneigenen Gebäude zur Verfügung, zuvor waren Räumlichkeiten als „Mesnerherberge“ nur angemietet. In jenem Jahr erwarb die (evangelische) Kirche das Frühmeßhaus „an der Kirchenstiegen“ (Hauptstr. 50 gegenüber dem Rathaus). Der Mesner Pankraz Kunz, gleichzeitig als Büttner tätig, durfte als erster ab Allerheiligen selbigen Jahres mietfrei darin wohnen. Zum Ausgleich des dafür aufgenommenen Schuldendienstes musste er bald das Haus mit einem weiteren Mieter teilen. 1636 wurde das Haus wieder verkauft.

## Schulhaus
Wann das Schulhaus mit Lehrerwohnung (Stube und kleine Schlafkammer) bei der „daranstehenden alten Schmieden“ errichtet wurde, können die Quellen nicht klar darlegen. Möglicherweise war es das erste, entsprechend der obigen Erwähnung. Offenbar von minderer Qualität aus Quadersteinen gebaut, erforderte es mehrfach kostspielige Sanierungen. Lehrer Paul Metzler beklagte 1715 beim für die Pfarrei zuständigen Waldamt Laurenzi den elenden Zustand, die Enge und die von der Schmiede ausgehende Feuersgefahr als einer so starken Pfarrei unwürdig.

### Neubau 1717
Offenbar fand er dabei Gehör, denn nach einer Ortsbesichtigung wurden bereits im selben Jahr Pläne für einen Neubau erstellt. Der Grundriss Erdgeschoss (ca. 40 × 30 Schuh = ca. 12 × 9 m) zeigt neben Schulstube (ca. 9 × 5 m) sowie Küche und zwei Kammern (je ca. 7 m²), die offene Dennen (Diele) mit  Treppenhaus und zwei Durchgänge. Die Frontansicht von der Straße zeigt unten beidseits des Eingangs je zwei Fenster, darüber fünf Fenster und im Dach drei Erker.
Das Landpflegeamt übernahm die Federführung, die Kosten wurden – wie zuvor für die Sanierung des Pfarrhauses (1698) – gedrittelt von Pflegeamt, Waldamt und dem Gotteshaus Feucht (Pfarrei) übernommen. Im folgenden Jahr begannen die Baumaßnahmen, die 1717 abgeschlossen werden konnten. Auf der Seite zur Schmiede schützte eine Schiedwand (Brandmauer).
Des geräumigen neuen Schulhauses mit neuen Kinderbänken und Schultafel ausgestatteter Schulstube, der Wohnung für den Lehrer und seine Familie im Obergeschoss sowie weiteren Räumen unter dem Dach und im Keller konnte sich Metzler noch 5 Jahre erfreuen. Für weitere 110 Jahre erfüllte es auch gut seinen Zweck, in der Pfarrbeschreibung 1833 stellte Pfarrer Greul fest:
„Das Schulhaus in Feucht, ganz massiv von Stein erbaut, ist geräumig und hat zu ebener Erde eine große helle Schulstube, eine Küche, eine Kammer, im zweiten Stockwerk ein heizbares Zimmer als die Wohnstube für den Schullehrer und seine Familie, Kammer, Boden und einen Keller. Dazu ein Waschhäuschen von Stein erbaut, dem Schulhaus ganz nahe ein Gärtchen und eine Holzlege.“
Während der Pausen spielten die Kinder im Pausenhof, der vom seinerzeitigen Friedhof bei der Kirche mit Ketten abgegrenzt war – die stellten natürlich kein   Hindernis dar.
Da noch kein allgemeiner Schulzwang bestand, war der Schulbesuch (mit Katechismusunterricht) sehr unterschiedlich, u. a. weil die Kinder für Arbeiten und Hilfsdienste daheim gebraucht wurden. So berichtete Lehrer Düll 1796, dass „im Sommer 15 – 20, im Winter aber 70, 80 oder auch an 90 Kinder in die Schule kommen“.
Im Schulsprengel Feucht (einschließlich Altenfurt und Gauchsmühle) waren bereits 1809 98 Schüler zu betreuen, die von einem einzigen Lehrer in einem einzigen Raum unterrichtet wurden. Doch es dauerte noch bis 1833 ehe der damalige Lehrer Reinwald Unterstützung durch einen Schulgehilfen erhielt. Leider war das kein Schuldienstexpektant (Absolvent des Lehrerseminars), vielmehr waren es wechselnde Schulpräparanden (am Beginn der Ausbildung). Da war einerseits das Problem von deren – magerer – Besoldung und ihrer Wohnung, bedeutsamer aber war das Fehlen eines eigenen Schulraums bei insgesamt 130 Schülern. Diskrepanzen von persönlichen Eigenheiten wie Sprechweise (Lautstärke) und Vorlieben (Lüften, warm/kalt) machten den Unterricht schwierig. Die große Anzahl von Schülern machte es zudem erforderlich, für diese zwei Abteilungen im Schichtunterricht einzurichten. Dies führte zu weiteren Problemen, weil kleinere Schüler von auswärts auf dem Schulweg auf die Begleitung durch ältere angewiesen waren.
Um der Raumnot abzuhelfen, wollte die Ansbacher Regierung 1839 die Gemeinde verpflichten, „ein zweites Lehrzimmer herzustellen“. Dem widersetzten sich die Verantwortlichen vor Ort wegen der divergierenden Rechtsauffassung bezüglich der Finanzierung. Die Feuchter wollten wie für den Kirchenbau (1850) die genannte Drittel-Verteilung durchsetzen, das Königreich Bayern als Rechtsnachfolger der Reichsstadt Nürnberg wollte sich darauf nicht einlassen. Zwischendurch gab es ein Mietangebot von Schreinermeister Heinrich Gottlob Schmidt für ein geräumiges helles Zimmer im Erdgeschoss eines Neubaus an der südlichen Seite von Feucht, aber auch dies kam aus Finanzierungsgründen nicht zum Tragen, Pfarrer Hessel stellte schließlich 1845 die siebenjährigen Verhandlungen resigniert ein.  Das Erfordernis erschien dann auch gar nicht mehr so dringlich, weil die Schüleranzahl entsprechend der Bevölkerungsentwicklung zwischenzeitlich (1850) auf „nur“ 98 Schüler gesunken war. Deswegen wurde auch die Gehilfenstelle von 1850 bis 1868 nicht mehr besetzt.

### Erweiterungsbau 1878
Umso prekärer wurde die Situation wieder, als die Schule für das Schuljahr 1872/73 bereits wieder 151 „Werktagsschüler“ registrierte: Schichtunterricht – wie auch „in gar vielen großen Schulen Mittelfrankens“ – war geboten, auch wenn dieser „zufolge höchster und allerhöchster Bestimmungen für alle Fälle auf das Strengste untersagt“ war. Nachdem 1850 die Rechtsstreitigkeiten mit dem Königlichen Fiskus in einem für die Kirchenstiftung günstigen – heute noch für Kirche und Pfarrhaus maßgeblichen – Vergleich geendet hatten, war wenigstens der staatliche Teil der  Finanzierung gesichert. Doch der mit dem Kirchenbau verbundene Eigenanteil der Feuchter Bürger belastete diese zu stark, als dass es mit dem Schulerweiterungsbau zügig weitergehen  konnte.  Kirchenverwaltung und Schulsprengelvertretung hofften auf eine Realisierung durch den möglichen Erwerb des gegenüberliegenden Hauses (Hauptstr. 43), doch die Regierung ließ das Haus wegen dessen baulichen Gegebenheiten (Mauern, Dachstuhl) als ungeeignet deklarieren. Die Überprüfung und Bewertung, die unter Vermittlung des Abgeordneten Wilhelm Jegel durch den Bayerischen Minister Johann von Lutz veranlasst wurde, führte schließlich zur Entscheidung für einen Erweiterungsbau.
Der Anbau war nur in südlicher Richtung möglich. Der Nachbar, Bäckermeister Heinrich Philipp, stellte den noch nötigen Grund zur Verfügung. Planung und Ausführung wurde dem Landbauamt Nürnberg übertragen. 1877 wurde mit dem Bau begonnen, im Juli 1878 konnten die inzwischen in ein Privathaus ausquartierten Schüler wieder einziehen. Bauleitung und Handwerker waren bemüht, Alt- und Anbau zu einer geschlossenen Einheit zu verbinden, und dies erschien schließlich auch gelungen. Durch den – auch heute von außen noch erkennbaren – Anbau wurde ein zweiter Lehrsaal und Wohnraum für den Schulgehilfen geschaffen.

### Schulraum im Rathaus
Bald stellte sich heraus, dass bei der Planung die Progression der Schülerzahl nicht ausreichend berücksichtigt worden war. Ein weiterer Anbau war nicht möglich, also musste eine schnelle Lösung des Problems gefunden werden. Glücklicherweise waren im Rathaus noch Räume frei. Ab 1. Oktober 1890 konnte dort für die Oberstufe (6. und 7. Jahrgang) eine 3. Abteilung eingerichtet und mit einem 2. Schulgehilfen besetzt werden, der dort auch wohnen konnte. Als 1889 diese Stelle in eine reguläre Schulstelle – mit dem Anspruch auf eine Familienwohnung – umgewandelt wurde, konnte auch letztere dort noch untergebracht werden. Für diese Schul- und Wohnräume war allerdings ein jährlicher Mietzins von 350 Mark an die Marktgemeinde zu berappen.
Was eigentlich als Notbehelf  gedacht war, dauerte noch bis zum Jahr 1926. Eine Erhöhung der Schülerzahlen resultierte zum Teil aus dem Zuzug von Katholiken, für die ja 1903 eine eigene Kirche gebaut wurde. Es war abzusehen, dass die (evangelische) Schule für deren demnächst erwartbare 50 Kinder ein zusätzliches Schulzimmer bereitzustellen hatte. Zwar wurde 1903 unter Pfarrer Seiler ein Schulhaus-Neubauprojekt ausgearbeitet, wurde aber nicht umgesetzt. Das lag zum einen an dem auf und ab wechselnden Bedarf  (tatsächliche und von den verschiedenen Stellen unterschiedlich prognostizierte Schülerzahlen). Der Hauptgrund lag aber daran, dass keine Einigkeit über die Lastentragung erreichbar war. Wenngleich inzwischen die Unterbringung im Rathaus als für Schulzwecke nicht geeignet angesehen und 1913 seitens Pfarrer Girstenbreu eine durchgreifende Verbesserung der hiesigen Verhältnisse gefordert wurde, wurden alle Initiativen durch den beginnenden Krieg hinfällig.
Eine grundlegende Veränderung ergab sich durch die neuen Schulgesetze von 1919, wonach ab 1. Januar 1920 für die Lehrerbesoldung der Staat und für den Sachbedarf die Gemeinden einzustehen haben. Den Volksschullehrern, nunmehr Staatsbeamte,  war fortan untersagt, weiterhin den Mesnerdienst auszuüben. Damit war die Trennung von Kirche und Schule bewirkt.
Die Gemeinde musste die Räume im Mesnerhaus mieten, bis das neue Schulhaus am Eichenhain im Januar 1927 bezogen werden konnte. Es war ein für Schulzwecke umgebautes ehemaliges Fabrikgebäude in der Länge von zwei Schulsälen mit einem aufgesetzten Stockwerk, bot also Platz für vier Klassen.

### Nach Ende der Schulzeit
Durch den Auszug der Schüler stand der Kirchengemeinde der im Mesnerhaus frei gewordene Raum für kirchliche Zwecke zur Verfügung. In den oberen Saal wurde eine Mesnerwohnung eingebaut, der untere wurde als „Versammlungsraum“ (Gemeinderaum) benutzt: montags bis freitags 14 – 15 Uhr Christenlehre, wöchentliche Proben des Kirchenchors und des Posaunenchors, Missionsstunden, Abendgottesdienste im Winter zwecks Heizkosteneinsparung. Als Gäste durfte die Landeskirchliche Gemeinschaft ihre Bibelstunden abhalten und die Ortsgruppe des Blauen Kreuzes ihre Gruppentreffen. Ab Mai 1938 konnte die Sanitätseinheit Feucht den Saal sonntagnachmittags für ihren „Sommerdienst“ nutzen. Auch die Hitlerjugend erhob 1935 Ansprüche auf Benutzung des Mesnersaales – ob diese durchgesetzt wurden, geht aus der Quelle nicht hervor.

## Zweiter Weltkrieg und danach

### Kriegszeit
Ab Herbst 1939 musste der Mesnersaal tagsüber als Kindergarten umfunktioniert werden, weil die Gebäude der Haushaltungsschule und des Kindergartens in der Fischbacher Straße staatlicherseits militärisch beschlagnahmt wurden.
Beim Fliegerangriff 10./11. August 1943 kam das neben der dabei völlig zerstörten Kirche gelegene Mesnerhaus, in dem die Mesnerfamilie, die Gemeindeschwester und die Kindergartenschwester wohnten, glimpflich davon. Zwar wurde das Haus von einer Phosphorbombe getroffen, aber dem Postschaffner Berthold, dem Mann der Mesnerin, gelang es, den Brand zu löschen.
Da auch das Rathaus zu großen Teilen abgebrannt und die Amtsräume im Erdgeschoss nicht mehr nutzbar waren, sah sich die Kirchenverwaltung genötigt, der Bitte um zeitweise Mitbenutzung durch einen Teil der Gemeindeverwaltung zu entsprechen. Während dieser Zeit musste an drei Sonntagen die Predigtgottesdienste im Saal des „Nürnberger Hofes“ abgehalten werden. Den Saal hätte die Kirche gerne weiter benutzt, der wurde aber für das Lohnbüro eines großen, offenbar „kriegswichtigen“ Nürnberger Betriebes beansprucht. Bis die Gemeinde wieder aus dem Mesnerhaus auszog, mussten die Gottesdienste bei geöffneten Türen im Erdgeschoss des Pfarrhauses stattfinden. Danach wurde dafür wieder der Gemeindesaal benutzt bis auf dem Friedhofsgelände neben der Kirche eine Notkirche – eine Baracke aus der Muna – aufgestellt werden konnte, sie wurde am Kirchweihfest, 22. Juli 1945, eingeweiht. Ideal war der Mesnersaal natürlich nicht, weil er an der belebten Durchgangsstraße, u. a. für Panzerkolonnen, lag. Wegen des Lärms musste oft eine Pause bei der Predigt eingelegt werden.

### Nachkriegszeit
Infolge der Zwangsbewirtschaftung wegen der großen Wohnungsnot waren in dem Haus 1947 vier Mietparteien untergebracht, die letzten Mieter zogen erst Ende der 1970er Jahre aus. Weitere außerkirchliche Nutzungen des Saals waren neben vielen anderen die 1964 – 1968 dort angebotene Mütterberatung sowie Proberaum für Männergesangverein und Schrammelkapelle. Während der Pfarrhausrenovierung 1975 musste er das Pfarrbüro aufnehmen.
Für Kindergarten sowie größere Veranstaltungen wird der Mesnerhaussaal seit der Errichtung des Gemeindezentrums in der Fischbacher Straße, das am 22.10.1968 eingeweiht wurde, nicht mehr benötigt.

### Sanierungs- und Umbaumaßnahmen
Neben verschiedenen kleineren sind als kostspieligere Erhaltungsmaßnahmen zu nennen: 1955 neue Dacheindeckung, 1958 Abortumbau, 1960 Saalrenovierung.
Bereits 1834, als in Feucht die Ortsstraße neu gepflastert wurde, bemängelte Pfarrer Greul als Lokalschulinspektor die Gefährlichkeit der Lage:
„2) würde der Schulweg so verengt, daß die Kinder gleich bei dem Austritt aus dem Schulhaus auf der Straße stünden, welches wegen der vielen vorübergehenden Fuhrwerke besonders für kleinere Kinder gefährlich wäre.“
Das Problem hat sich 1927 zwar in direktem Bezug auf Schüler erledigt, blieb aber grundsätzlich für den Fußgängerverkehr. Im Zuge der Ortskernsanierung mit Ausbau der innerörtlichen Straßen – hier verlief die B 8 – war der Bürgersteig auf ein Minimum geschrumpft. Bürgermeister Morath lag natürlich viel daran, dass dort weiter Fußgänger passieren konnten. Nach einer jahrelangen Planungsphase wurde diese im Mai 1980 abgeschlossen und noch vor Jahresende mit den unter der Regie der Marktgemeinde durchgeführten Maßnahmen begonnen.
Die nicht mehr für Pferdebeschlag benötigte Schmiede wurde abgerissen und durch einen weiter zurückgesetzten Fachwerk-Neubau ersetzt. Das Mesnerhaus wurde „ausgehöhlt“, d. h. der Fußweg führt nun unter Arkaden durch das Gebäude, dessen Außenmauern stehen blieben, hindurch. Dafür wurden im Inneren, wesentlich im Erdgeschoss, umfangreiche Umbauten erforderlich. Dabei wurden wunderschöne alte Fachwerkwände und Spunddielendecken freigelegt. Der Gewölbekeller wurde schichtweise aufgefüllt. Die Gelegenheit wurde für eine umfassenden Sanierung und Modernisierung (z. B. Treppenhaus, Gasheizung für Neu- und Umbauteil sowie für die Kirche) genutzt. Im OG wurde eine Hausmeisterwohnung eingerichtet. Im südlichen Anbau entstand ein als Laden nutzbarer Raum mit separatem Zugang. Am 9. März 1982 konnte Richtfest, die Einweihung zum Kirchweihfest am 18. Juli 1982 gefeiert werden.
Neben den noch für unmittelbare kirchliche Zwecke – vermehrt während der Umbauarbeiten des am  14.04.1996 erneut eingeweihten Gemeindezentrums – benutzten Räumen werden aktuell im Obergeschoss Räume für Flüchtlinge/Asylbewerber bereitgestellt. Das Ladenlokal unten beherbergte ursprünglich den Dritte-Welt-Laden (jetzt Weltladen an der Oberen Kellerstraße), war danach an ein Reisebüro vermietet, zwischendurch als Hausmeisterbüro benutzt und ist aktuell als Büro an die Rheuma-Liga vermietet.